# Zâmbia nos Jogos Olímpicos de Verão de 1996
A Zâmbia participou dos Jogos Olímpicos de Verão de 1996 em Atlanta, Estados Unidos. A delegação foi composta por oito desportistas.

## Medalhas
| Atleta        | Esporte   | Evento                        | Medalha |
| ------------- | --------- | ----------------------------- | ------- |
| Samuel Matete | Atletismo | 400 m com barreiras masculino | Prata   |

## Desempenho

### Atletismo
Masculino
| Atleta            | Evento                | Eliminatórias | Eliminatórias | Semifinais | Semifinais | Final       | Final            |
| Atleta            | Evento                | Res.          | Pos.          | Res.       | Pos.       | Res.        | Pos.             |
| ----------------- | --------------------- | ------------- | ------------- | ---------- | ---------- | ----------- | ---------------- |
| Charles Mulinga   | 10000 m               | 29:14.99      | 17º/bat. 2    |            |            | Não avançou | Não avançou      |
| Samuel Matete     | 400 m com barreiras   | 48.21         | 1º/bat. 3     | 48.28      | 3º/bat. 2  | 47.78       | Medalha de prata |
| Godfrey Siamusiye | 3000 m com obstáculos | 8:30.56       | 2º/bat. 1     | 8:37.41    | 10º/bat. 1 | Não avançou | Não avançou      |

Feminino
| Atleta             | Evento | Eliminatórias | Eliminatórias | Quartas-de-final | Quartas-de-final | Semifinais  | Semifinais  | Final       | Final       |
| Atleta             | Evento | Res.          | Pos.          | Res.             | Pos.             | Res.        | Pos.        | Res.        | Pos.        |
| ------------------ | ------ | ------------- | ------------- | ---------------- | ---------------- | ----------- | ----------- | ----------- | ----------- |
| Ngozi Mwanamwambwa | 400 m  | 54.12         | 5º/bat. 4     | Não avançou      | Não avançou      | Não avançou | Não avançou | Não avançou | Não avançou |

### Boxe
| Atleta          | Peso               | Fase de 32                     | Oitavas-de-final           | Quartas-de-final       | Semifinais             | Final                  | Final |
| Atleta          | Peso               | Adversário e resultado         | Adversário e resultado     | Adversário e resultado | Adversário e resultado | Adversário e resultado | Pos.  |
| --------------- | ------------------ | ------------------------------ | -------------------------- | ---------------------- | ---------------------- | ---------------------- | ----- |
| Boniface Mukuka | Mosca              | MAR M. Zbir V 11–4             | RUS A. Pakeyev D 4–13      | Não avançou            | Não avançou            | Não avançou            | =9º   |
| Joseph Chongo   | Galo               | MGL T-O. Davaatseren D 7–13    | Não avançou                | Não avançou            | Não avançou            | Não avançou            | =17º  |
| Denis Zimba     | Leve               | BLR S. Ostroshapkin V RSC Rd 3 | BUL T. Tonchev D 9–17      | Não avançou            | Não avançou            | Não avançou            | =9º   |
| Davis Mwale     | Meio-médio-ligeiro | PNG S. Kevi V 16–3             | KAZ B. Niyazymbetov D 3–11 | Não avançou            | Não avançou            | Não avançou            | =9º   |

Legenda
| Recorde mundial      | Recorde mundial (World record)               |                       | Recorde africano                      | Recorde africano (African) |                                           | Q | Classificado por posição (Qualified) |
| Recorde olímpico     | Recorde olímpico (Olympic record)            | Recorde da América    | Recorde da América (Americas)         | q                          | Classificado por melhor tempo (Qualified) |   |                                      |
| Melhor marca do ano  | Melhor marca do ano (World leading)          | Recorde asiático      | Recorde asiático (Asian)              | DNS                        | Não largou (Did not start)                |   |                                      |
| Recorde nacional     | Recorde nacional (National record)           | Recorde europeu       | Recorde europeu (European)            | DNF                        | Não terminou (Did not finish)             |   |                                      |
| Recorde pessoal      | Recorde pessoal do atleta (Personal best)    | Recorde da Oceania    | Recorde da Oceania (Oceania)          | DSQ / DQ                   | Desclassificado (Disqualified)            |   |                                      |
| Recorde da temporada | Recorde da temporada do atleta (Season best) | Recorde sul-americano | Recorde sul-americano (South America) | NM                         | Sem marca (No mark)                       |   |                                      |